# شهرستان کندال (تگزاس)
شهرستان کندال، تگزاس (به انگلیسی: Kendall County, Texas) یک سکونتگاه مسکونی در ایالات متحده آمریکا است که در تگزاس واقع شده‌است.

## خصوصیات
شهرستان کندال ۱٬۷۱۷٫۱۷ کیلومترمربع مساحت دارد.